# Contea di Lewis (Virginia Occidentale)
La contea di Lewis (in inglese Lewis County ) è una contea dello Stato della Virginia Occidentale, negli Stati Uniti. La popolazione al censimento del 2000 era di 16 919 abitanti. Il capoluogo di contea è Weston.